# خورشیدی (گیاه)
گل خورشیدی (نام علمی: Clivia miniata) نام یک گونه از سرده کلیویا است.

## نگارخانه

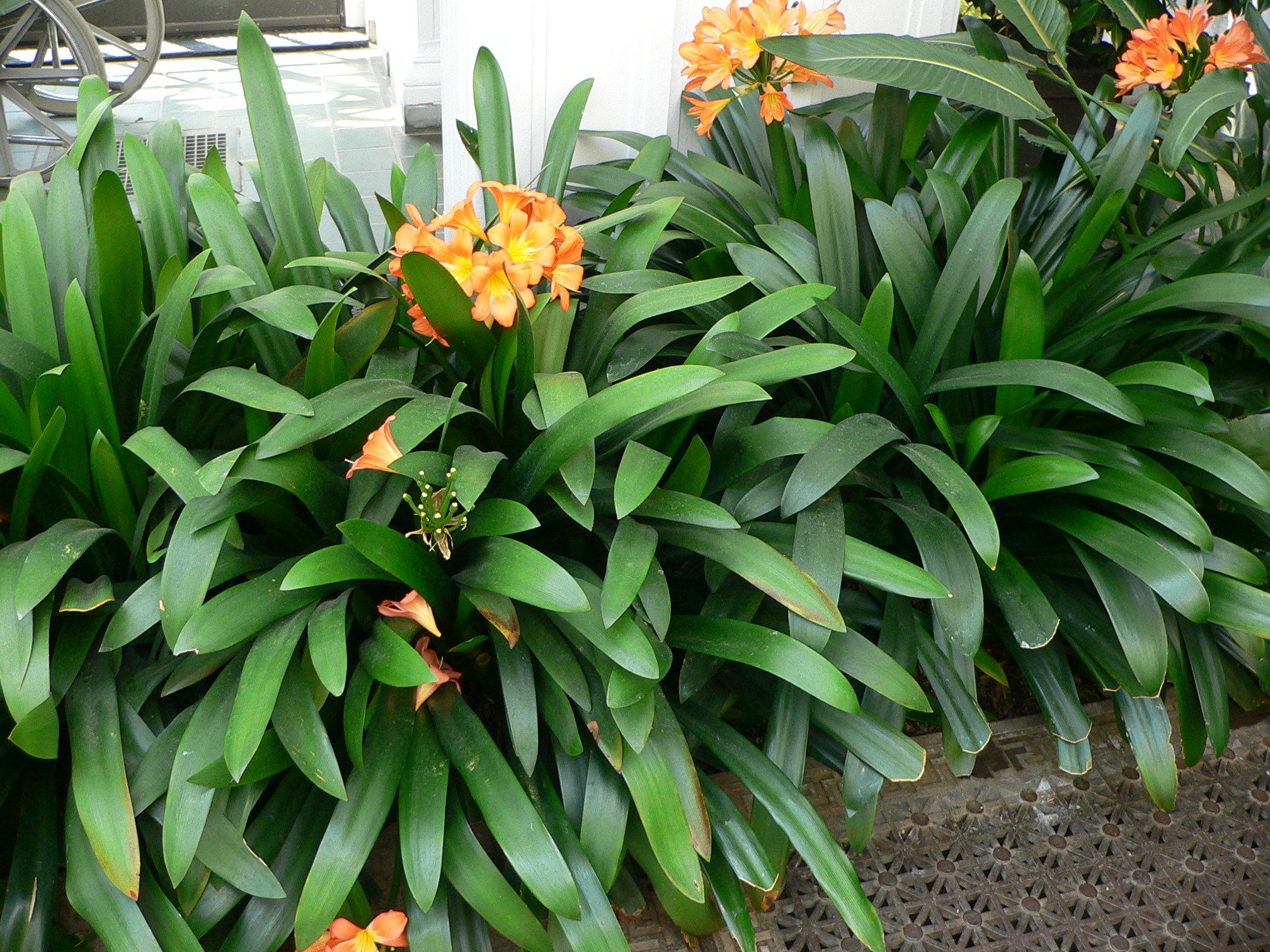
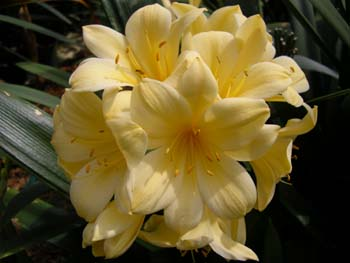
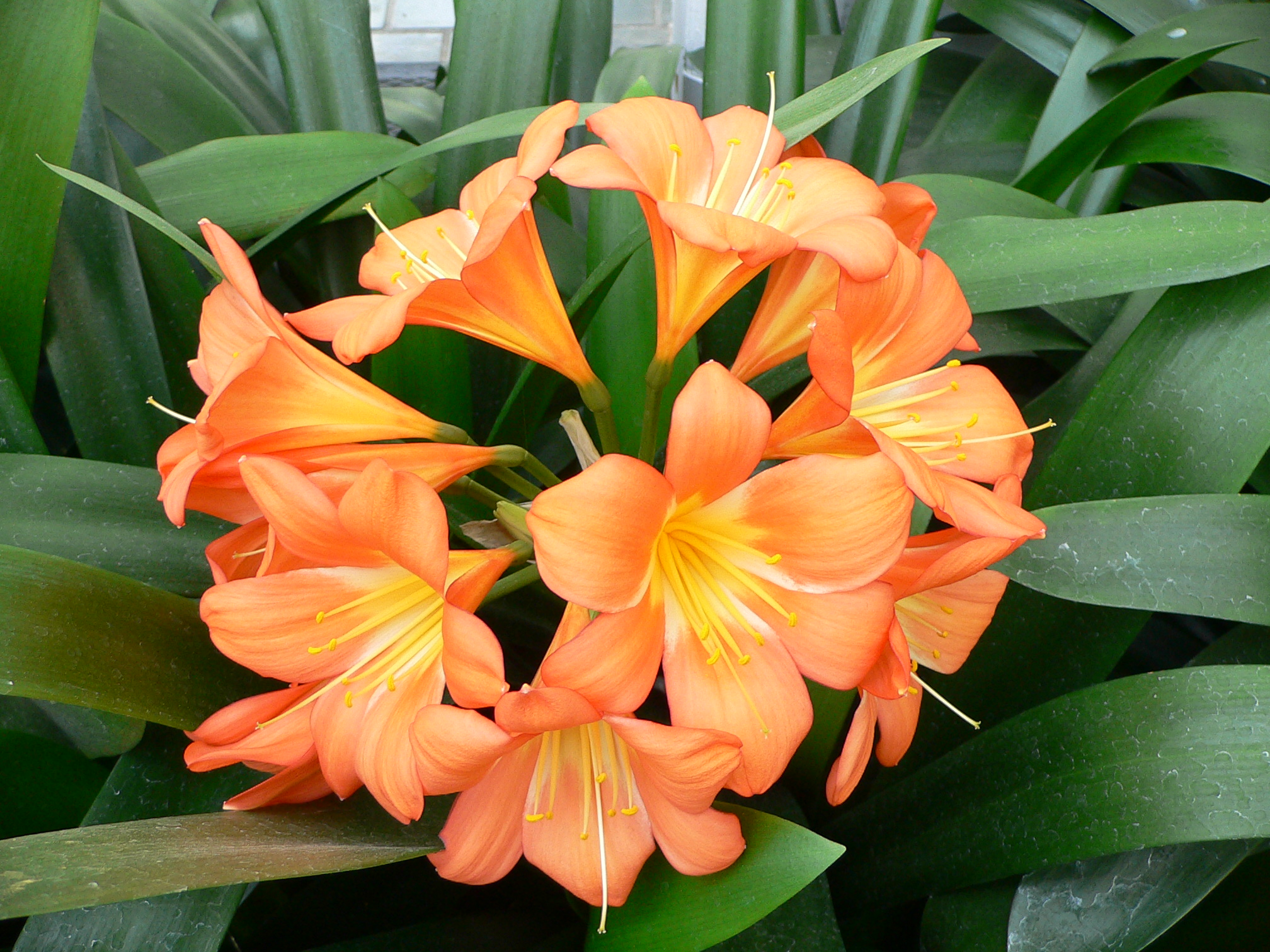